# Голи камен (језеро)
Језеро Голи камен је вештачко акумулационо језеро. Удаљено је 17 км од Гуче. Налази се на 550м надморске висине.

## Димензије
Захвата површину од 7,4 ha. Дужина језера је 630 m , док је ширина 130 m.

## Рибља фауна
Шаран, сом, караш, бабушка, кленић, црвенперка, лињак, повруша, гргеч, бодорка, штука.